# Villa und Wohnhäuser Bogenstraße 4 bis 8
Die Villa und Wohnhäuser Bogenstraße 4, 6 und 8 in Bremerhaven-Mitte in der Nähe des Bürgermeister-Martin-Donandt-Platzes wurden 1923 bis 1925 gebaut.
Die Bauwerke stehen seit 2022 unter Bremer Denkmalschutz.

## Geschichte
Der Bürgermeister-Martin-Donandt-Platz entstand seit 1914. Im Verlauf einer stillgelegten Bahnlinie zum Hafen wurde die anschließende Bogenstraße erstellt, an der einige Einfamilienhäuser vermögender Unternehmer und Kaufleute entstanden. 
Die verputzte Häusergruppe der konservativen Moderne im Stil der Reformarchitektur (Nr. 6 und 8) bzw. der Heimatschutzarchitektur (Nr. 4) der Zwischenkriegszeit besteht aus der 
- Nr. 4: Haus Minssen von 1925 nach Plänen von Heinrich Jäger für den Arzt Dr. med. Otto Minssen; 1- bis 2-gesch. Haus mit fast quadratischem Grundriss mit Mansarddach, mit übergiebelter Vierfenstergruppe, seitlicher Haupteingang gerahmt von dorischen Pilastern sowie Oval mit Wappen,[2]
- Nr. 6: Haus Schwarze von 1924 nach Plänen von Carl Möbius für den Kaufmann Johann Heinrich Schwarze; 2-gesch. Haus mit Walmdach, halbrundem Wintergarten,[3]
- Nr. 8: Haus Steiner von 1925 nach Plänen von Hermann Krohne für den Warenhaus-Geschäftsführer Hans Steiner; 2-gesch. eher dezentes neoklassizistisches Eckhaus mit 15 Zimmern, Walmdach, Giebelrisalit mit Portal.[4]